# Gammaropsis maculata
Gammaropsis maculata är en kräftdjursart som beskrevs av Johnston 1928. Gammaropsis maculata ingår i släktet Gammaropsis och familjen Isaeidae. Arten är reproducerande i Sverige. Inga underarter finns listade i Catalogue of Life.